# 蕃薯リョウ庁

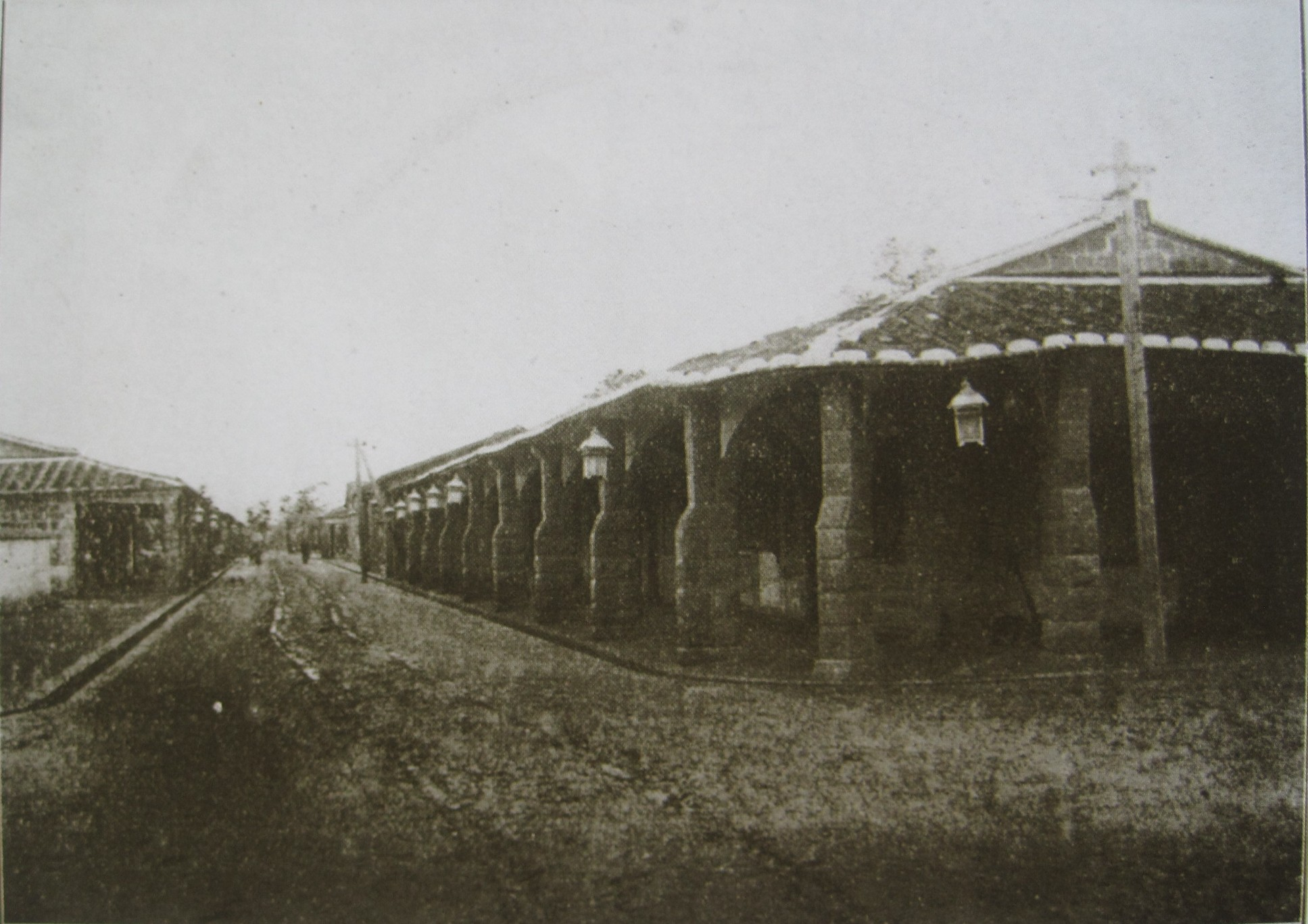
蕃薯藔庁の街並

蕃薯藔庁（ばんしょりょうちょう）は、日本統治時代の台湾の地方行政区分のひとつ。

## 地理
直轄区域および阿里関支庁から構成された。

## 歴史

### 沿革
- 1901年（明治34年）11月 - 台南県から分立し成立する。
- 1904年（明治37年）4月 - 阿緱庁港西上里の一部を編入する。
- 1906年（明治39年）2月 - 庁舎の阿里関庄甲仙埔への移転に伴い山杉林支庁が阿里関支庁に改名する。
- 1907年（明治40年）12月 - 溝坪区が直轄区域に編入される[1]。
- 1909年（明治42年）10月 - 恆春庁と共に阿緱庁に編入する。蕃薯藔庁は阿緱庁蕃薯藔、六亀里（新設）、甲仙埔（阿里関から改称）各支庁、恆春庁は恆春、蚊蟀、枋山各支庁となる[2]。

## 行政

### 歴代庁長
- 石母田正輔：1897年8月30日 - 1900年3月31日
- 濱崎康：1900年4月1日 - 1900年4月5日
- 坂崎半也：1900年4月5日 - 1901年6月5日
- 原脩次郎：1901年6月17日 - 1901年11月10日